# Mohamed Allalou
Mohamed Allalou, född 28 september 1973, är en algerisk boxare som tog OS-brons i lätt welterviktsboxning 2000 i Sydney. Han förlorade i semifinalen mot Muhammadqodir Abdullayev.